# Guillaume Warmuz
Guillaume Warmuz (IPA: [giˈjɔm vaʁˈmyz]) (Saint-Vallier, 1970. május 22. –) francia labdarúgókapus.

## Pályafutása
Pályafutását az FC INF Clairefontaineben kezdte, de nem kapott játéklehetőséget, mint ahogyan a következő klubjában, az Olympique Marseille-ben sem. Mindkét gárdában egy esztendőt töltött el. Ezután a CS Louhans-Cuiseaux csapatát választotta, ahol szintén nem időzött sokáig (csupán két évig volt a klub alkalmazottja), de itt már stabil embernek mondhatta magát. Ez idő alatt 68 alkalommal állt a CS Louhans-Cuiseaux kapujában.
Pályafutása legnagyobb részét az RC Lensban töltötte. 11 évig játszott a klub színeiben (1992 és 2003 között), és 351-szer lépett pályára. A 2003-as tavaszi szezont az Arsenalnál töltötte. A szerződtetésére azért került sor, mert David Seaman és Rami Shaaban is sérüléssel bajlódott. Ezen időszaka kevésbé mondható sikeresnek, mivel nem szerepelt bajnoki mérkőzésen az Ágyúsok csapatában.
Az angliai kitérő után Németország felé vette az irányt, mégpedig a Borussia Dortmund együtteséhez a távozó Jens Lehmann helyére, ahol az első számú kapussá előlépő Roman Weidenfeller cseréje volt. Itt 25 fellépése volt, ami javarészt annak tudható be, hogy a 2004-es idény őszi szakaszában a Dortmundot hihetetlen sérülés-sorozat sújtotta. A Dortmund ebben az időszakban kénytelen volt az amatőrgárdájából is erősíteni a hiányzó emberek pótlására. Warmuz 2005-ben azonban otthagyta a Westfalenstadiont, és ismét hazájában, Franciaországban vállalt munkát. Az AS Monaco csapatában szerepelt, habár csak második számú kapusnak mondhatta magát Flavio Roma mögött.
Visszavonulását 2007. május 27-én jelentette be a hivatalos honlapján, mivel a 2006–2007-es idényben nem lépett pályára.

## Sikerei, díjai

### Klubcsapatokkal
- Olympique Marseille:
  - Francia bajnok: 1990
- RC Lens:
  - Francia bajnok: 1998
  - Francia ligakupa-győztes: 1999
- Arsenal:
  - Angol szuperkupa-győztes: 2003
  - Angol bajnoki ezüstérmes: 2003
- Borussia Dortmund:
  - Német ligakupa-döntős: 2003